# Aphantopus ocellatus
Aphantopus ocellatus är en fjärilsart som beskrevs av Butler 1882. Aphantopus ocellatus ingår i släktet Aphantopus och familjen praktfjärilar. Inga underarter finns listade i Catalogue of Life.